# Зачётный препод
«Зачётный препод» (оригинальное название — искаж. нем. Fack ju Göhte («Пошёл ты, Гёте») — немецкая кинокомедия режиссёра Боры Дагтекина, ставшая лидером кинопроката Германии в 2013 году. Главные роли исполнили Элиас М’Барек и Каролина Херфурт. Премьера фильма состоялась 29 октября 2013 года в Мюнхене, а в широкий прокат картина вышла 7 ноября. В русских кинотеатрах показ начался с 4 декабря 2014 года. В прокат в англоязычных странах вышел под названием «Suck Me Shakespeer» («Шекспир — отсоси»).

## Название
Название фильма является намеренным ошибочным написанием фразы Fuck you, Goethe. Подобный приём был использован с целью намеренно подчеркнуть малограмотность ставших героями киноленты учащихся школы. Данная фраза в виде граффити на вагоне появляется в эпизоде, где старшеклассники вместе с преподавателями расписывают красками поезд. Англоязычное название сохраняет эту особенность — фамилия Шекспира на самом деле пишется как Shakespeare, а не Shakespeer.

## Сюжет
Отбыв тринадцатимесячный тюремный срок за ограбление банка, Зеки Мюллер выходит на свободу. Однако выясняется, что на том месте, где его подруга стриптизёрша Чарли год назад закопала награбленные деньги, был построен новый спортивный зал Мюнхенской средней школы имени Гёте. Зеки решает устроиться туда на работу и после собеседования с директором фрау Герстер получает должность временного преподавателя.
На новом рабочем месте Мюллер знакомится с молодой учительницей Элизабет Шнабельштедт. Лизи — выпускница Школы им. Гёте, которая живёт в одной квартире с коллегой Карой Майер и сестрой Лаурой. Придя к ним в гости, Зеки подмешивает Лизи снотворное в напиток и затем сканирует её свидетельство о педагогическом образовании с целью подделки.
После того, как одна из сотрудниц школы на фоне эмоционального кризиса пытается совершить самоубийство и получает физические и психические травмы, её класс трудных подростков 10 «Б» перепоручают Лизи. Новый учитель сразу же становится объектом жестоких издевательств старшеклассников. Тем временем Зеки начинает поиск денег в подвале под спортзалом.
Вскоре Лизи узнаёт о поддельном свидетельстве и в обмен на молчание просит Мюллера взять на себя проблемный класс. Первый урок Зеки в 10 «Б» закончился провалом, но уже на следующий день непедагогические методы Мюллера возымели успех.
Отсутствие жилья подталкивает Зеки на новую сделку с Лизи: комната в её квартире в обмен на обещание всерьез относиться к своим профессиональным обязанностям. В итоге Мюллер решает развенчать сложившийся у школьников миф о преступной романтике и ведет их на экскурсию к своим знакомым-маргиналам. Кроме того Зеки берётся за организацию осовремененной постановки «Ромео и Джульетты», где главную роль исполняет заводила 10 «Б» Даниель. А для поднятия авторитета Лизи Зеки организовывает ночную вылазку к железнодорожным путям, где фрау Шнабельштедт вместе со старшеклассниками расписывает поезд граффити.
Во время посещения фермы из-за неудачной шутки школьников в организм Лизи попадает препарат, предназначавшийся для животных, и она начинает вести себя неадекватно. В этот же день в дом Шнабельштедтов должен прийти инспектор по делам несовершеннолетних, поэтому Зеки разыгрывает семейную идиллию, притворившись молодым человеком Лизи, и тем самым спасает её младшую сестру от попадания в приемную семью. Также, зная о взаимной симпатии Лауры и Даниеля, Мюллер подсыпает актрисе, исполняющей роль Джульетты, рвотное в энергетик и заменяет её Лаурой. Премьера спектакля проходит с успехом, и школьная труппа получает приз за второе место на театральном конкурсе.
Приложив немалые усилия к поиску клада, Зеки наконец-то находит рюкзак с деньгами. Однако во время урока физкультуры Лизи обнаруживает подкоп под спортзалом, который Мюллер тем временем пытается засыпать. В итоге Зеки рассказывает ей о своем преступном прошлом.
Лаура и Чарли пытаются всё исправить и приносят Лизи письмо от Зеки, который в тот момент вместе с сообщником готовится к ограблению машины инкассаторов. Лизи удается связаться с Мюллером и признаться тому в своих чувствах. Зеки возвращается домой и идет вместе с Лизи на школьную вечеринку.
Пораженная результатами контрольных тестов учеников 10 «Б» директор Герстер предлагает Мюллеру остаться на должности преподавателя в школе, невзирая на отсутствие у него педагогического образования.

## В ролях
| Актёр               | Роль                    |
| ------------------- | ----------------------- |
| Элиас М’Барек       | Зеки Мюллер             |
| Каролина Херфурт    | Лизи Шнабельштедт       |
| Катя Риман          | директор Гудрун Герстер |
| Яна Палласке        | Чарли                   |
| Альвара Хёфельс     | Каро Майер              |
| Йелла Хаазе         | Шанталь Акерманн        |
| Макс фон дер Грёбен | Даниель Беккер          |
| Анна Лена Кленке    | Лаура Шнабельштедт      |
| Гизем Эмре          | Зейнеп                  |
| Арам Арами          | Бурак                   |
| Уши Глас            | Ингрид Ляймбах-Кнорр    |
| Фарид Бэнг          | Пако                    |
| Маргарита Бройх     | фрау Зибертс            |

## Создание

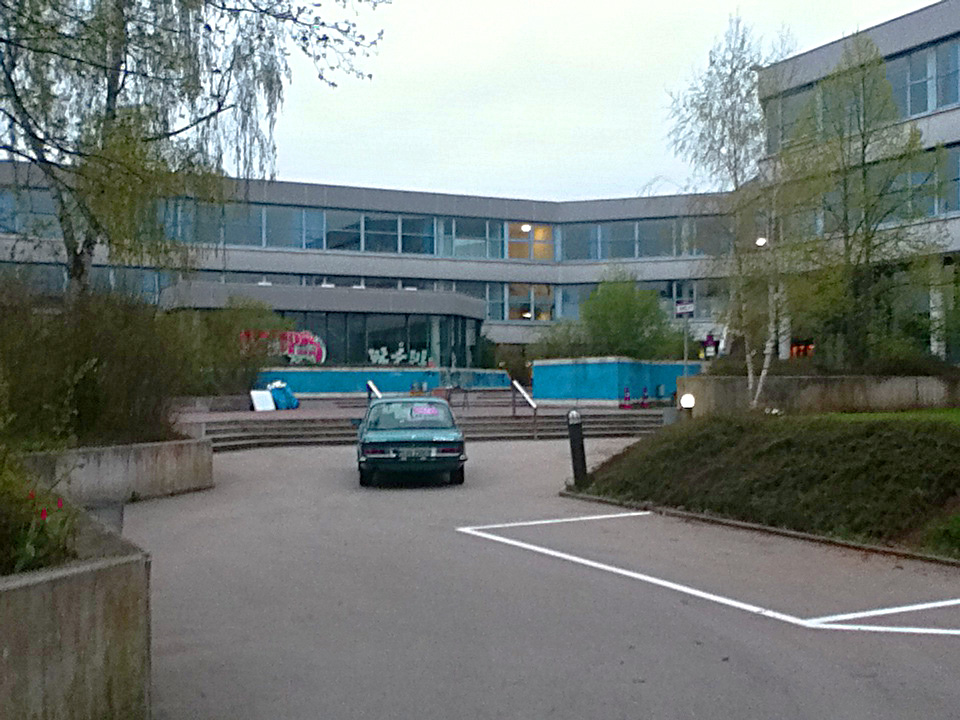
Место съёмок — Гимназия им. Лизы Мейтнер в Унтерхахинге

Главную мужскую роль в фильме исполнил популярный немецкий актёр Элиас М’Барек, который уже работал вместе с режиссёром и сценаристом Борой Дагтекином в сериалах «Школьницы», «Doctor’s Diary» и «Турецкий для начинающих», а главная женская роль досталась Каролине Херфурт. На роли школьных заводил Даниеля и Шанталь были приглашены Макс фон дер Грёбен и Йёлла Хаазе, отмеченные рядом немецких кинопремий для начинающих актеров.
В качестве основной съёмочной площадки выступила Гимназия им. Лизы Мейтнер в Унтерхахинге. Также съёмки проводились в Мюнхене, берлинских районах Курфюрстендамм и Нойкёльн и продлились 41 день, начиная с 28 апреля 2013 года.

## Прокат
Премьера ленты состоялась 29 октября 2013 года в мюнхенском киноцентре «Mathäser», а датой начала широкого проката стало 7 ноября. В рамках рекламной кампании фильма был также организован тур исполнителей главных ролей по 25 городам Германии и Австрии.
За время показа в кинотеатрах картину посмотрело более 7,3 млн зрителей, что сделало её самой посещаемой в 2013 году в Германии, а также поставило на четвёртое место в списке самых успешных немецких фильмов за всё время.

## Награды и номинации
- 2014 — премия «Бэмби» в категории «Народный фильм»
- 2014 — Комедийная премия Германии за самую успешную кинокомедию
- 2014 — премия «Юпитер» в категориях «Лучший немецкий фильм» и «Самый успешный немецкий фильм»
- 2014 — приз зрительских симпатий Баварской кинопремии
- 2014 — платиновая премия «Box Office Germany Award»
- 2014 — «Золотой экран» со звездой
- 2014 — премия Deutscher Filmpreis самому посещаемому фильму года
- 2014 — номинации Deutscher Filmpreis в категориях «Лучший сценарий» (Бора Дагтекин) и «Лучшая женская роль второго плана» (Йелла Хаазе и Катя Риман)
- 2014 — специальный приз премии «New Faces Award» для продюсеров Лены Шёманн и Кристиана Беккера

## Критика
Кинолента была достаточно хорошо принята зрителями: на портале Internet Movie Database фильм получил рейтинг 7,1, а на сайте Rotten Tomatoes — 72 %.
Некоторые кинокритики, однако, негативно восприняли обилие типичных для молодёжных комедий клише и шуток ниже пояса, а также слабый сценарий, но при этом положительно оценили игру актёров.
Журналист газеты «Die Zeit» Мориц фон Ульзар в своей статье отметил, что Дагтекин отлично справился с задачей перенести язык немецкой молодёжи на экран, показав особенности сленговой лексики и манеры речи немецких подростков, что, без сомнения, привлекло большое количество юных зрителей в кинотеатры.

## Саундтрек
| №   | Название                      | Исполнитель                                | Длительность |
| --- | ----------------------------- | ------------------------------------------ | ------------ |
| 1.  | «Cheating»                    | John Newman                                | 3:40         |
| 2.  | «Fack Ju Göhte Beat»          | Djorkaeff                                  | 1:00         |
| 3.  | «Error»                       | Madeline Juno                              | 3:55         |
| 4.  | «Pumpin Blood»                | Nonono                                     | 3:29         |
| 5.  | «Let Her Go»                  | Passenger                                  | 4:10         |
| 6.  | «Hands Around The World»      | Djorkaeff                                  | 1:41         |
| 7.  | «Benzin Beat»                 | Djorkaeff                                  | 0:57         |
| 8.  | «Move»                        | D/R Period                                 | 2:48         |
| 9.  | «Brother»                     | Smashproof                                 | 3:50         |
| 10. | «Ain't No Fun»                | Nitro                                      | 2:48         |
| 11. | «Hey Now»                     | Martin Solveig und The Cataracs feat. Kyle | 3:07         |
| 12. | «Everybody Talks»             | Neon Trees                                 | 2:57         |
| 13. | «Das Ist Pimkie!»             | Beckmann                                   | 2:04         |
| 14. | «Dry My Soul»                 | Amanda Jenssen                             | 3:05         |
| 15. | «Change Is Gonna Come»        | Olly Murs                                  | 3:44         |
| 16. | «What I Go To School For»     | Busted                                     | 3:28         |
| 17. | «High Hopes»                  | Kodaline                                   | 3:50         |
| 18. | «Zeitkapsel»                  | Beckmann                                   | 1:43         |
| 19. | «Can’t Help»                  | Parachute                                  | 3:23         |
| 20. | «Deep Diving»                 | Thilo Brandt                               | 1:23         |
| 21. | «Klassenzimmer Beat»          | Djorkaeff                                  | 1:17         |
| 22. | «Laura, Sie Redet Mit Dir!»   | Beckmann                                   | 1:59         |
| 23. | «Theater Beat»                | Djorkaeff                                  | 0:55         |
| 24. | «Balkan Bachata»              | Clea und Kim                               | 3:15         |
| 25. | «Touch Me (I Want Your Body)» | Samantha Fox                               | 3:44         |
| 26. | «Cheating (Remix)»            | John Newman                                | 7:57         |

## Продолжение
В конце 2013 года руководство Constantin Film подтвердило, что планируются съёмки продолжения «Зачётный препод 2». В марте 2014 года была объявлена дата начала проката в Германии — 10 сентября 2015 года.
Сиквел занял вторую строчку среди самых успешных картин года, уступив лишь американскому мультфильму «Миньоны», показав также второй результат по посещаемости в первую неделю проката среди немецких кинолент за всё время.
Уже в октябре 2015 года «Зачётный препод 2» оказался на первом месте немецкого кинопроката. В 2017 году в прокат вышла 3-я часть серии.